# V tysiąclecie p.n.e.
VI tysiąclecie p.n.e. V tysiąclecie p.n.e. IV tysiąclecie p.n.e.

## Ludność świata
- ludność świata 5000 p.n.e. 15 000 000

## Wydarzenia
- około 5000 p.n.e.
  - nawadnianie pól uprawnych na równinach Mezopotamii, powstały tam pierwsze miasta i świątynie. Najstarsza ze znanych starożytnych świątyń Mezopotamii znajdowała się w mieście Eridu. Był to ziggurat. Mieszkańcy Mezopotamii budowali domy z ubitego mułu i trzciny. Do grobów swych bliskich wkładali biżuterię, naczynia oraz czasem ości ryb lub kości zwierząt
  - początki rolnictwa w Egipcie. Trudno jednoznacznie stwierdzić, czy umiejętność ta została przyniesiona tutaj z Mezopotamii, czy była niezależnie odkryta
  - uprawa jadalnych traw w Etiopii
  - uprawa kukurydzy na meksykańskiej wyżynie Tehuacán
  - hodowla zwierząt na Saharze
  - okres saharyjskiej sztuki naskalnej zwany „stylem okrągłych głów”. Sahara była wówczas sawanną obfitującą w dziko rosnące zboża, a zamieszkujący ją ludzie wiedli wcześniej koczownicze życie, w następnym okresie jęli się uprawy zbóż. Mieszkańcy Sahary pozostawili po sobie wiele pamiątek w postaci malowideł naskalnych. Ich sztuka była symboliczna i ekspresyjna. Całkowicie odbiegała od znanego nam kanonu. Postaci czy zwierzęta są nieproporcjonalne i zdają się być przedstawiane w chaosie, nakładają się na siebie; często trudno stwierdzić gdzie jest góra, a gdzie dół rysunku
  - na ziemiach Grecji wznoszono prostokątne domy jednoizbowe, zwane megaronami, posiadające kolumnowe przedsionki. W centrum domostwa znajdowało się palenisko, a nad nim, w płaskim dachu, otwór, przez który ulatywał dym
  - początek kultury Yangshao w Chinach

- około 4500 p.n.e. 
  - początek Kultury ceramiki wstęgowej rytej

- około 4300 p.n.e. 
  - budowa pierwszych grobowców megalitycznych w Europie Zachodniej
  - pierwsza kamienna świątynia peruwiańska (Cerro Paloma)

## Odkrycia i wynalazki
- około 5000 p.n.e.
  - na Morzu Śródziemnym pojawiły się pierwsze statki
  - w Europie pojawiły się pierwsze wyroby z miedzi i złota
  - wyroby garncarskie i rzeźbione figurki na Bałkanach

- około 4500 p.n.e. 
  - zastosowanie pługu, koła garncarskiego i łodzi żaglowej na Bliskim Wschodzie
  - wytapianie miedzi na Bałkanach
  - zastosowanie pługu w Europie
  - początek uprawy roli na równinie Gangesu
  - grobowce komorowe na terenach obecnej Francji